# Sílvio Criciúma
Silvio Nicoladelli, mais conhecido por Sílvio Criciúma (Orleans, 7 de setembro de 1971) é um técnico e ex-futebolista brasileiro que atuava como zagueiro. Atualmente comanda o Carlos Renaux.

## Carreira

### Futebolista
Revelado pelo Criciúma Esporte Clube, logo em seu início no profissional participou do grupo que conquistou a Copa do Brasil e disputou a Libertadores.
Após o Criciúma, jogou no Figueirense Futebol Clube, mas só voltou a ganhar títulos no Goiás Esporte Clube, onde foi tricampeão goiano de 1998, 1999 e 2000, campeão do Campeonato Brasileiro - Série B de 1999 e bicampeão da Copa Centro-Oeste, em 2000 e 2001. Também jogou na Portuguesa, Atlético Paranaense, Santo André e Sport.
Em 2008, retornou ao Criciúma, seu último clube como jogador.

### Técnico
Começou a carreira como auxiliar-técnico do Criciúma em 2011 e assumiu o time principal em 2012. Foi treinador do Hermann Aichinger (SC), Trindade(GO), Aparecidense, Anapolina, Itumbiara, Grêmio Anápolis e Central (PE). Em 2017, treinou o Goiás, conquistando o título estadual.
Em 2021, foi contratado pelo ABC em 15 jogos (com quatro vitórias, sete empates e quatro derrotas) e demitido com a eliminação do clube na primeira fase da Copa do Nordeste.
Em julho de 2021, foi contratado pelo Paraná Clube.

## Títulos

### Como Técnico
Goiás
- Campeonato Goiano: 2017

### Como Jogador
Criciúma
- Campeonato Brasileiro Série C: 2006
- Campeonato Catarinense: 1991, 1993 e 1995
- Copa do Brasil: 1991

Goiás
- Campeonato Goiano: 1998, 1999 e 2000
- Copa Centro-Oeste: 2000 e 2001
- Campeonato Brasileiro - Série B: 1999